# Jochen Hundsdoerfer
Jochen Hundsdoerfer (* 2. Oktober 1966) ist ein deutscher Wirtschaftswissenschaftler und Professor an der Freien Universität Berlin. Er ist Inhaber des Lehrstuhls für Betriebswirtschaftliche Steuerlehre mit den Forschungsschwerpunkten Steuerwirkungen auf unternehmerische Entscheidungen, Behavioral Taxation und Tax Accounting.

## Biografie
Jochen Hundsdoerfer studierte von 1987 bis 1992 Betriebswirtschaftslehre an der Freien Universität Berlin, der Universität Nizza Sophia-Antipolis und der Universität Hamburg. Er promovierte 1996 an der Freien Universität Berlin mit einer Arbeit über die betriebswirtschaftliche Analyse der Steuerhinterziehung. Er habilitierte sich 2001 an der Europa-Universität Viadrina zum Thema „Einkommensteuerliche Abgrenzung zwischen Einkommenserzielung und Konsum“. 2001 nahm er den Ruf auf die Professur für Allgemeine Betriebswirtschaftslehre, insbesondere Unternehmensbesteuerung an der Ruhr-Universität Bochum an. 2004 erhielt er einen Ruf an die Freie Universität Berlin, den er annahm. Dort lehrt er Betriebswirtschaftliche Steuerlehre.

## Publikationen (Auswahl)

### Monografien
- Die einkommensteuerliche Abgrenzung von Einkommenserzielung und Konsum. Deutscher Universitätsverlag, Wiesbaden 2002, ISBN 3-8244-7728-9.
- Die Steuerhinterziehung und ihre Integration in betriebswirtschaftliche Entscheidungsmodelle : eine Wirkungsanalyse. Verlag für Betriebswirtschaft und Steuern, Köln 1996, ISBN 3-9803844-1-1.

### Fachveröffentlichungen
- Lock-In-Effekte bei Gewinnen von Kapitalgesellschaften vor und nach der geplanten Steuerreform. Fakultät für Wirtschaftswissenschaften, Frankfurt (Oder) 2000, OCLC 76188472
- Tariffantasien des Gesetzgebers und der optimale Steuerbilanzgewinnpfad. Fakultät für Wirtschaftswissenschaften, Frankfurt (Oder) 1999, OCLC 76075965.
- Unternehmensbewertung: Der Einfluß von § 50 c EStG auf die Bewertung von Anteilen an deutschen Kapitalgesellschaften. Fakultät für Wirtschaftswissenschaften, Frankfurt (Oder) 1998, OCLC 246387938.
- Der Einfluß von Ertragssteuern auf den optimalen Umfang von Werbeinvestitionen, Fakultät für Wirtschaftswissenschaften, Frankfurt (Oder)  1997 OCLC 75912898.
- Instrumente der Standortförderung im Vergleich. Fakultät für Wirtschaftswissenschaften, Frankfurt (Oder) 1997, OCLC 75905220.[3]